# Plesiadapiformes
Plesiadapiformes je vymřelá skupina savců, která je sesterská k primátům nebo zahrnuje jejich přímé předky. Někdy je považovaná za součást řádu primátů, moderní primáti se pak nazývají Euprimates. Plesiadapiformové se vyvinuli krátce po velkém vymírání na konci křídy, které se odehrálo před 66 miliony let.

## Systém s vybranými zástupci
- Micromomyidae
  - Tinimomyinae (Tinimomys)
  - Micromomyinae (Chalicomomys, Micromomys)
- Paromomyidae (Paromomys, Ignacius, Acidomonys) – čeleď je někdy řazena k letuchám
- Picromomyidae (Picromomys, Alveojunctus) – eocén Wyoming
- Palaechthonidae
  - Plesiolestinae (Plesiolestes)
  - Palaechthoninae (Palaechthon)
- Picrodontidae (Picrodus) – paleocén Kanada
- Toliapinidae (Toliapina)
- Microsyopidae – paleocén Wyoming
  - Uintasoricinae (Avenius, Navajovius, Uintasorex)
  - Microsyopinae (Arctodontomys, Microsyops)
- Plesiadapidae
  - Chronolestinae (Chronolestes)
  - Plesiadapinae (Plesiadapis, Chiromyoides, Platychoerops)
- Carpolestidae (Elphidotarsius, Carpodaptes, Carpolestes, Subengius)
- Aziibiidae (Dralestes, Azibius)